# Owczarek chorwacki
Owczarek chorwacki – rasa psów należących do psów pasterskich i zaganiających, zaklasyfikowana do sekcji psów pasterskich (owczarskich). Podlega  próbom pracy.

## Rys historyczny
Regularna hodowla owczarka chorwackiego rozpoczęła się 1935 roku, przez FCI rasa została uznana w 1969 roku. Psy te i spokrewnione z nimi rasy, takie jak Mudi i Pumi, były i są licznie spotykane na terenach Węgier, Słowenii i Chorwacji.

## Wygląd
W swojej ojczyźnie występuje w dwóch odmianach wielkościowych:
- mniejszej (wysokość do 44 centymetrów),
- większej (powyżej 50 centymetrów).

### Szata i umaszczenie
Umaszczenie jest czarne, z dopuszczalnymi na piersiach i łapach białymi znaczeniami. Szata jest lekko falująca, o włosie średnio długim, nigdy nie sfilcowanym.

## Charakter i usposobienie
Jest energiczny i chętny do współpracy, zadania wykonuje szybko i z entuzjazmem. Może sprawiać problemy przy braku zajęcia. Przy odpowiedniej socjalizacji nie ma problemów z obcymi, lecz też nie spoufala się z nimi i wybiera sobie jednego pana.

## Użytkowość
Od dawna owczarek chorwacki wykorzystywany był jako wszechstronny pies zaganiający i pilnujący stad owiec i bydła. Współcześnie także pełni te funkcje, zwłaszcza na terenach Chorwacji. Ze zwierzętami pracuje blisko. Oprócz pasterstwa, świetnie sprawdza się w psich sportach typu agility, z racji na swoją szybkość i zwinność. Może również z powodzeniem startować w konkursach posłuszeństwa.